# Wierchnij Bajak
Wierchnij Bajak (ros. Верхний Баяк) – wieś (dieriewnia) w Rosji, w obwodzie swierdłowskim, w rejonie krasnoufimskim. W 2021 liczyła 76 mieszkańców, głównie Tatarów.